# Hey Brother
Hey Brother – trzeci singel szwedzkiego producenta Avicii promujący jego debiutancki album True. Wokalnie w utworze udziela się amerykański piosenkarz bluegrassowy - Dan Tyminski.

## Lista utworów

### Singel CD
| 1. | "Hey Brother" (radio edit)   | 4:14  |
|    |                              |       |
| 2. | "Hey Brother" (instrumental) | 4:14  |
|    |                              |       |
|    |                              | 08:28 |
|    |                              |       |

### Digital Download
| 1. | "Hey Brother" (Syn Cole remix)   | 5:00  |
|    |                                  |       |
| 2. | "Hey Brother" (extended version) | 5:30  |
|    |                                  |       |
|    |                                  | 10:30 |
|    |                                  |       |

## Notowania
| Lista                         | Pozycja |
| ----------------------------- | ------- |
| POPLista RMF FM               | 1       |
| Lista Przebojów Radia Merkury | 15      |